# Гареев, Тимур Фаридович

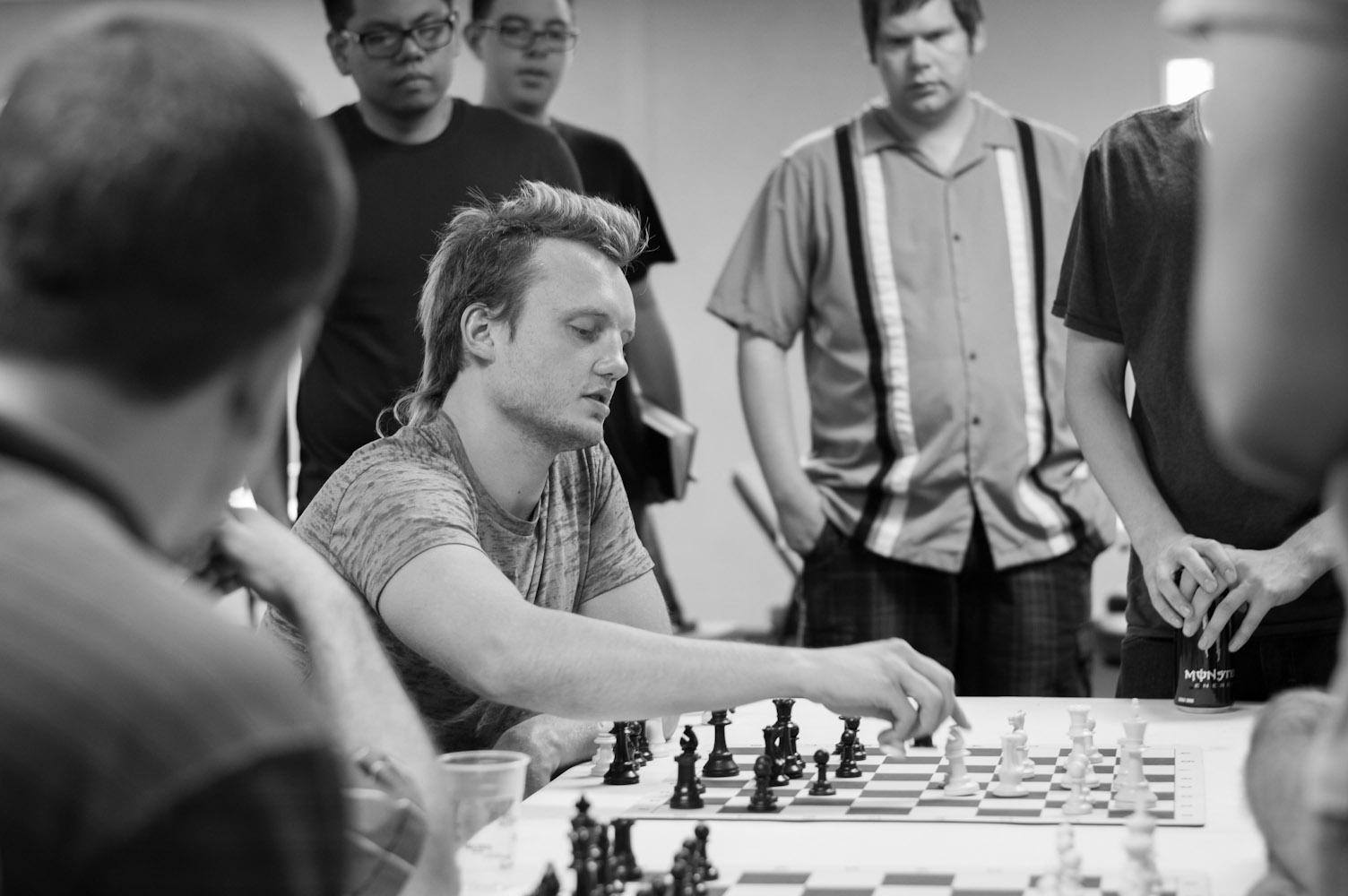
2015 год

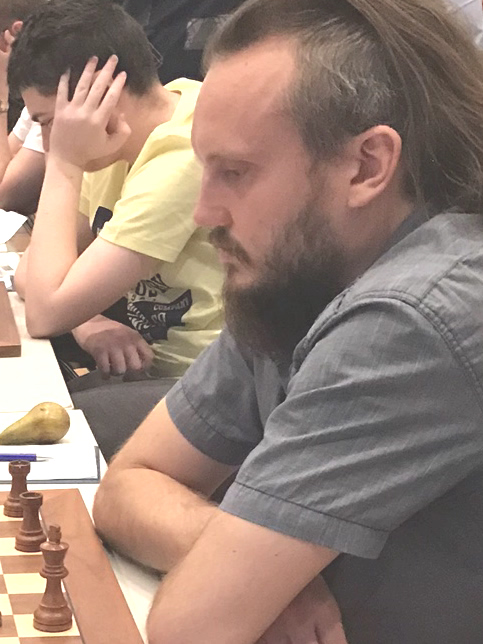
2019 год

Тимур Фаридович Гареев (род. 3 марта 1988, Ташкент) — американский, ранее узбекистанский шахматист, гроссмейстер (2004). В 2016 году установил мировой шахматный рекорд по наибольшему числу партий в сеансе игры вслепую: 48.

## Спортивная биография
В составе сборной Узбекистана участник 2-х Олимпиад (2004—2006), 15-го командного чемпионата Азии (2008).
Участник проекта «Удивительные люди» (2017, 2019).
С 2014 года выступает за США. В 2016 году дал сеанс вслепую на 48 досках. Сеанс продлился около 20 часов. Гареев выиграл 35 партий, 6 проиграл и 7 сыграл вничью. Сеанс попал в книгу рекордов Гиннесса.

## Спортивные результаты
| Год  | Город         | Турнир                        | + | − | = | Результат | Место |
| ---- | ------------- | ----------------------------- | - | - | - | --------- | ----- |
| 2004 | Кальвия       | 36-я олимпиада                | 6 | 1 | 4 | 8 из 11   |       |
| 2006 | Блед          | 37-я олимпиада                | 6 | 1 | 4 | 8 из 11   |       |
| 2008 | Вишакхапатнам | 15-й командный чемпионат Азии | 3 | 1 | 3 | 4½ из 7   |       |

## Изменения рейтинга
| Графики недоступны из-за технических проблем. См. информацию на Фабрикаторе и на mediawiki.org. |